# Kóspallag
Kóspallag é um município da Hungria, situado no condado de Peste. Tem 12,77 km² de área e sua população em 2015 foi estimada em 731 habitantes.